# Эдди, Линдсей Эткинс
Ли́ндсей Э́ткинс Э́дди (англ. Lindsay Atkins Eddie, 1845—1913) — английский астроном-любитель.

## Биография
Будучи военным по профессии, служил в английских колониальных войсках в Южной Африке, вышел в отставку в чине майора. Астрономические наблюдения вёл главным образом в собственной обсерватории в Грэхемстоуне (англ. Grahamstown). Наблюдал 21 комету, прохождение Меркурия по диску Солнца 1894 года, Марс во время великого противостояния 1907 года, выполнил большое количество детальных рисунков поверхности Марса, получивших высокую оценку научного сообщества. Был избран членом Королевского астрономического общества.
В его честь назван кратер на Марсе.